# Hans von Rosen (Verbandsfunktionär)
Hans Joachim Freiherr von Rosen (* 4. Juli 1900 in Frankfurt am Main; † 16. Dezember 1999 in Varel) war ein deutscher Autor, Diplomlandwirt und Rittergutsbesitzer.

## Leben

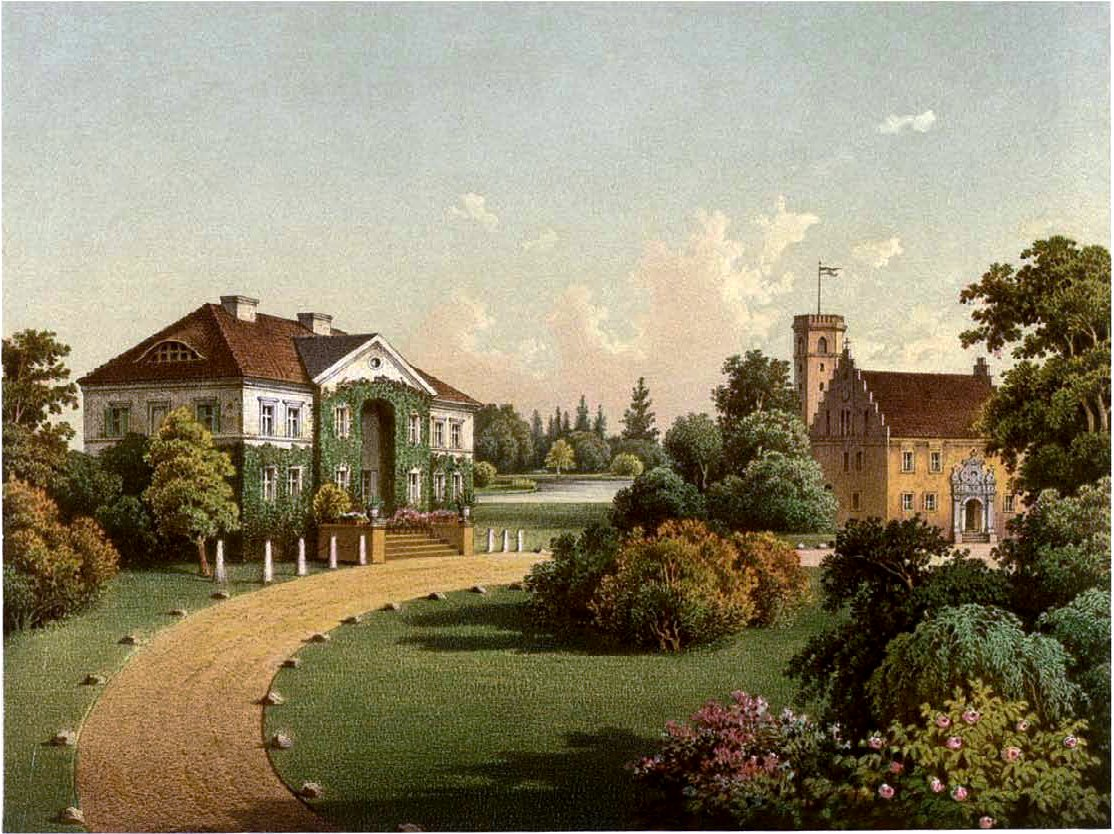
Rittergut Grocholin um 1860, Sammlung Alexander Duncker

Die Vorfahren erhielten 1852 in Preußen die Anerkennung des Freiherrenstandes. Seine Eltern waren der Oberst Freiherr Fabian von Rosen und Anna Freiin von Dobeneck, Tochter der Julie von Treskow-Grocholin und des Oberstleutnants Freiherr Hermann von Dobeneck. Der Baron Julius von Rosen-Groß Roop, kgl. preuß. Generalleutnant, war sein Großvater. Hans hatte mehrere Geschwister, und er war der Neffe und ab 1930 Adoptivsohn des preußischen Landrates Sigismund von Treskow, verstorben 1945. Dieser vermachte ihm bereits 1933 sein Rittergut Grocholin im Posener Kreis Schubin. Sigismund von Treskow hatte des Weiteren Ursula von Criegern (* 1910; † 2003) adoptiert, die das Forstgut Schloss Klaus besaß, teils die Namensführung v. Treskow-Criegern als Geburtsnamen nutze und später mit Flugzeugwerkdirektor Manfred von Sydow (* 1895; † 1943) verheiratet war.
In erster Ehe heiratete er 1930 Eva Krüger (* 1907; † 1984). Aus dieser Ehe stammen sechs Kinder. Ihr jüngster Sohn Rüdiger von Rosen ist Ökonom und Hochschullehrer. Nach dem Tod seiner ersten Frau heiratete Hans von Rosen in Varel 1987 die Lehrerin Lucie Skrandies (* 1924). 
Als Bundessprecher führte er die Landsmannschaft Weichsel-Warthe in den Jahren 1959 bis 1969 und erneut von 1977 bis 1981.

## Werke (Auswahl)
- Grocholin: Geschichte eines deutschen Gutes in Posen; geliebt – verloren – unvergessen, Rautenberg, 1985.
- Bilanz. Das deutsche Gut in Posen und Pommerellen, Rosbach v. d. H., 1972
- Die Verschleppung der Deutschen aus Posen und Pommerellen im September 1939. Eine Dokumentation. (als Hrsg.), Berlin, 1990

## Genealogie (Auszug)
- Hans Friedrich von Ehrenkrook, Friedrich Wilhelm Euler, Jürgen Thiedicke von Flotow-Stuer, Walter von Hueck: Genealogisches Handbuch der Adeligen Häuser, B (Briefadel/nach 1400 nobilitiert), Band IV, Band 20 der Gesamtreihe GHdA. Hrsg. Deutsches Adelsarchiv, C. A. Starke, Limburg an der Lahn 1959, ISSN 0435-2408S. 512–515.
- Walter von Hueck. Et. al.: GHdA, Freiherrliche Häuser, Band XXV, Band 96 der Gesamtreihe GHdA, C. A. Starke, Hrsg. Deutsches Adelsarchiv, Limburg an der Lahn 1989, ISSN 0435-2408, S. 433–432.
- Christoph Franke. Et. al.: GHdA, Adelige Häuser B, Band XXV, Band 135 der Gesamtreihe GHdA, C. A. Starke, Hrsg. Deutsches Adelsarchiv, Limburg an der Lahn 2004, ISSN 0435-2408, S. 466–467.